# Stopa sv. Martina
Stopa sv. Martina (fr. Le Pas de Saint Martin) je europsko obilježje spomenika posvećenih sv. Martinu koje se od 2005. dodjeljuje lokalitetima s martinskom tradicijom u sklopu projekta Vijeća Europe i Instituta europskih kulturnih itinerara. Izradio ju je francuski kipar Michel Audiard 2003. Mjesta sa Stopom povezana su u Put sv. Martina (lat. Via Sancti Martini).
U sklopu projekta osnovani su Kulturni centri sv. Martina u Mađarskoj, Nizozemskoj, Njemačkoj, Belgiji, Slovačkoj, Luksemburgu, Sloveniji i Hrvatskoj (osnovan 2006. kao Udruga Baština sv. Martina, preimenovan 2009.) te dva u Francuskoj i tri u Italiji.
 Projekt provodi Europski kulturni centar sv. Martin iz Toursa (fr. Centre culturel européen Saint Martin de Tours) u Francuskoj.
U Hrvatskoj su u Put sv. Martina do studenoga 2020. uključena 23 mjesta: Dugo Selo (2007.), Virje (2008.), Donje Selo na Šolti (2010.), Sumartin na Braču (2011.), Tar-Vabriga u Istri (2011.), Velika Trnovitica (2012.), Vranjic (2013.), Lovčić (2014.), Šćitarjevo (2014.), Martijanec (2015.), Ližnjan (2015.), Mali Lošinj (2015.), Kalnik (2016.), Slani Potok (2016.), Sveti Martin na Muri (2016.), Varaždinske Toplice (2016.), Donja Voća (2017.), Svinjarevci (2017.), Beli Manastir (2018.), Lovčić (2018.) i Breznički Hum (2018.), Župa Gospe od Zdravlja u Podstrani (2019.) te Privlaka (2020.)

## Vanjske poveznice
- Le Pas Saint Martin (fr.)  Arhivirana inačica izvorne stranice od 30. travnja 2024. (Wayback Machine)